# Krsto Popivoda
Krsto Popivoda, črnogorski revolucionar in politik, rezervni generalmajor, * 3. junij 1910, † 10. februar 1988.

## Življenjepis
Leta 1933 je postal član KPJ. Zaradi revolucionarnega delovanja je bil večkrat zaprt. Leta 1941 je bil eden od organizatorjev NOVJ v Črni gori; med vojno je bil na različnih partijsko-političnih položajih.
Po vojni je bil mdr. predsednik kontrolne komisije CK KPJ, ki se je ukvarjala z discipliniranjem in čistkami neposlušnih članov partije, minister FLRJ, član ZIS, član Sveta federacije, ...